# Tabernaemontana salomonensis
Tabernaemontana salomonensis är en oleanderväxtart som först beskrevs av Markgr., och fick sitt nu gällande namn av Leeuwenb.. Tabernaemontana salomonensis ingår i släktet Tabernaemontana och familjen oleanderväxter. Inga underarter finns listade i Catalogue of Life.